# Стара Вулька
Стара Вулька (пол. Stara Wólka) — село в Польщі, у гміні Уленж Рицького повіту Люблінського воєводства.
У 1975-1998 роках село належало до Люблінського воєводства.